# ひまわり (Kiroroの曲)
「ひまわり」は、Kiroroの7枚目のシングル。2000年3月23日発売。発売元はビクターエンタテインメント。

## 解説
NHK『One Heart、One World』世界ハート展のテーマ曲。前作までは、8cmCDシングルにて発売されていた（後にマキシ化）が本作からはマキシシングルとして発売されている。

## 収録曲
作詞・作曲：玉城千春／編曲：重実徹
1. ひまわり
2. ナワトビ
3. ひまわり（オリジナル・カラオケ）
4. ナワトビ（オリジナル・カラオケ）